# سهره‌های گونه‌سفید
سهره‌های گونه‌سفید یا گنجشک‌های گونه‌سفید (نام علمی: Padda)، یک سرده از سهرگان ریز است که به جزایر جنوب اندونزی محدود می‌شود.
اینها پرندگان گنجشک‌سان کوچک، چاق و گروهی هستند. آنها به علفزارهای باز و کشتزار می‌روند و عمدتاً از غلات و سایر دانه‌ها از جمله برنج تغذیه می‌کنند.

### گونه‌ها
گونه‌ها عبارتند از:
- گنجشک جاوه‌ای (Padda oryzivora) – جاوا
- گنجشک تیمور (Padda fuscata) - ساندای کوچک